# ヘルボーイ
ヘルボーイ（英: Hellboy）は、1994年にアメリカのダークホースコミックスから刊行されたマイク・ミニョーラ作のアメリカン・コミックスのシリーズ名、およびその主人公である架空のスーパーヒーロー。

## 概要
本名：アヌン・ウン・ラーマ（Anung un Rama）
人間界に降り立った日：1944年12月23日、身長7フィート（213cm）以上、体重500ポンド（227kg）以上。
真紅の全身、折り取られて切り株状になった角、長い尻尾などが特徴だが、中でも最大の外見的特徴は、分析不能な石状物質で形成された巨大右腕である。普段はだぶだぶの革コートを着用（ポケットの中には世界中から集めた魔除けグッズが入っている）し、ホルスターには、巨大な回転式拳銃を収めている。国連に名誉人類として認定されている。
第二次世界大戦末期、敗色濃厚な戦況の逆転を目論むナチス・ドイツは、怪僧ラスプーチンの提案により、強大な力をもたらすとされる魔術の儀式を執行した。しかし、儀式終了後も目立った変化はなく、儀式は失敗したかに見えたが同時刻、イースト・ブロムウィッチの地では真っ赤で小さな悪魔の赤ん坊のような生物が現世に召喚されていた。生物は三人の超常現象の専門家によって導かれ、その場に居合わせたアメリカ軍特殊コマンド部隊に回収され、地獄から来た子供、すなわち「ヘルボーイ」と名づけられた。特殊部隊を導いた専門家の一人であるブルッテンホルム教授が父となり、愛情を注がれてヘルボーイは大きく育った。そして教授を責任者とする超常現象捜査局（B.P.R.D.）でトップ・エージェントとなった彼は、現世の理と安寧を守るため、世界各地の魑魅魍魎たちと戦い続けている。

## 能力・武器

### 能力
非常に頑丈な肉体と怪力。射撃はかなりヘタクソである。養父の影響と世界中での戦いを経たことで各種言語やオカルト知識については豊富だが、いわゆる「魔力」はいっさい持っていない。しかし世界を終末へと導く力を秘めており、ラスプーチンも魔界の悪魔たちもその力を解放することを望んでいる。

### 武器
拳銃
ヘルボーイが愛用する巨大な拳銃。米軍の将校「トーチ・オブ・リバティ」から貰ったダブルアクション式リボルバー（映画のみ、サマリタンと呼称）。また使用しなかったものの自動式拳銃を装備していたこともある。射撃の腕はあまりよくないが要所要所では効果をあげている描写がある。
右腕
石状の右腕はヘルボーイ最大の武器である。彼の怪力と相まって、分厚いコンクリートの壁をも打ち砕く威力がある。ただかなり頑丈だが壊れないわけではなく、敵と戦うたびに欠けたりしている。魔界への扉を開き人間界に竜神を呼び出す力を秘めている。つまりヘルボーイの「世界を終末へと導く力」はこの右手にある。

## 登場人物

### 超常現象捜査局（B.P.R.D.）の同僚
エイブ（エイブラハム）・サピエン
ワシントンDCにあるセント・トリニアンス病院の地下の閉ざされた扉の奥に隠されていたチューブに入った姿で発見された。『イクチオ・サピエン。1865年4月14日』と書かれた紙切れから名付けられた（1865年4月14日はリンカーン暗殺の日）。調査局に保護されてからはチューブの中で実験されていたが、同情したヘルボーイによって実験は中止され彼はチューブの中から引き上げられた。 そのときからヘルボーイは彼の親友であり良いリーダーである。
約一週間程度陸上で活動出来るが定期的に皮膚を水で濡らす必要がある。 仕事でホテルに滞在する場合などはバスタブに水を張って眠る。 ピリ辛ソースは苦手でチーズなどの乳製品でお腹を壊すらしい。
繊細な神経の持ち主だが、身体はかなりタフでヘルボーイが去りチームの中心的なメンバーとして活躍するようになってからは射撃などもなかなかの腕前である。
オアンネス協会のランドンという人物が海底遺跡の卵を使った儀式により魚人に変化した。ある事件により得たランドンの記憶はエイブを大いに悩ませたが、その人格や思想が彼と同じものになることはなかった。
ブラックフレイム曰くより進化したカエルの怪物であり人類最後の種。予知能力を持つ少女に撃たれ瀕死になった後、より怪物じみた姿に変化してからは調査局から抜け出し放浪していた。
リズ（エリザベス）・シャーマン
念力発火能力を持つ女性超能力者。
1962年4月15日カンザス産まれ。
11歳の誕生日に両親と弟を含む32人を焼き殺してしまい調査局に保護される。
防炎室に隔離され防火服の職員としか接しない生活が続いたが、ヘルボーイが彼女を連れ出すきっかけとなった。
以来ヘルボーイは彼女の親しい友人であり兄のような存在になった。
成人後は正式に調査局に所属したがいままで12回辞めては戻る事を繰り返している。
メムナン・サーは彼女を秘密の火とも呼ばれる龍神を作った精霊アヌムの盗み出した神の力の一部ヴリルの具現化であると考え、何度も利用しようとした。
ロジャー
1996年に調査局に発見された人造人間（ホムンクルス）。
リズの力を受けて覚ますが、逆にリズが弱ってしまった。自らの兄に当たるホムンクルスとの戦いの後リズに力を返すと再び眠りにつき調査局の研究対象となるが、その3年後研究室へと忍び込んだエイブのおかげで蘇生した。
復活後は様々なメンバーと親しくなり組織にも馴染んでいったロジャーだったがその体内には調査局によって爆弾が仕込まれており、ヘルボーイが局を抜ける原因の一つとなった。
カエルの怪物達との戦いの途中ブラックフレイムの炎に倒れる。メンバー達によって復活のためあらゆる方法が試されたが彼は蘇る事はなく、ヨハンにより彼の魂の望みを聞きそのとおり埋葬された。
ヨハン・クラウス
1946年ドイツのシュトゥットガルト生まれ。
幽体離脱中に肉体を失った霊媒。スーツで物理的な形を保たないと徐々に魂が霧散し消えてしまう。
複数のスーツを使い分けたり生き物の遺体へ憑依する事も可能。
肉体がないため飲食や睡眠などを必要としないため一日中活動出来るが、その特性がストレスにつながっていた面もあった。敵対した組織が作り出した人造人間の肉体によって一時的に食事や睡眠といった生身の喜びを味わうが、ダイミョウが局内で暴走した際に肉体を破壊されてしまい、それ以降関係性が悪化してしまった。
ベンジャミン・ダイミョウ
元海兵隊隊長でヘルボーイが抜けたB.P.R.D.でリーダーとなる。頬から口にかけて大きな傷跡がある。三日間死んでいたが蘇ったためリズに「キャプテン・ゾンビ」とあだ名をつけられた。
ジャガーの獣神に取り憑かれており、血に染まったかのように赤い巨大なジャガーに似た姿へ変化することが出来る。
しかしほぼ制御不能であり施設内で彼が変化した時には多くの隊員が犠牲となる結果となった。ジャガーの姿で調査局を逃げ出し様々な場所を彷徨い、雪山でダリルと戦い倒れた。
ケイト･コリガン博士
超常現象捜査局の顧問の女性。
ヘルボーイ達との付き合いは長く、ごく普通の人間ながら彼らからも信頼されていた。
トレバー・ブルッテンホルム教授
調査局の設立者にしてヘルボーイの父親的存在。
79歳の頃に北極からの調査から突然変わり果てた姿で戻るとカエルの怪物に襲われヘルボーイの目の前で亡くなってしまう。
トム･マニング博士
超常現象捜査局の局長。

### B.P.R.D.以外のキャラクター
アリス・モナハン
幼い頃グルアガッハら妖精たちに取替え子としてさらわれ、ヘルボーイに救われたアイルランドの女性。以来妖精たちと交流があった影響からか実年齢よりも外見が若々しく見える。再会後はヘルボーイと思い合う仲になった。
エドワード・グレイ
無表情な仮面とローブを身に付けヘルボーイを見守る人物。もとはビクトリア女王に仕えたオカルト探偵。ラーのヘリオピック協会を調査中にアムドゥシアスに不死の呪いをかけられ引き裂かれアケローンの岸辺の岩場に撒かれてしまった。岩場に住む一つ目の何者か達に拾い集められ縫い合わされ蘇った。死を許される直前にかつてないほどの苦痛を味わうとヘカテに予言されている。
ロブスター・ジョンソン
1930年代に活躍した伝説的クライムファイター（＝犯罪者退治専門のヒーロー）。45口径拳銃を愛用し、相手が悪人と判断すると容赦しない。倒した相手の額にロブスターの焼印を残す。米軍にも協力していたが、ある極秘任務中に行方不明となる。
現在は一般に架空の人物だったと考えられている。
サラ・ヒューズ
ヘルボーイの母の魔女。逃げ延びたモードレッドの隠し子の魔女から続く魔女の血筋。ヘルボーイの他に娘と息子が居たがアゼザルによって殺されている。アゼザルとの交わりを後悔し、子供達と教会に篭るが地獄へと連れ去られヘルボーイを産む。
Losif Nichayko
SSSの現ディレクターであるゾンビ。生前負傷者を癒すメルキオーネのブルゴネットの輸送中に潜水艦とともに海に沈むがエイブに発見される。兜を守る彼をエイブはそのままにしたがSSSによって後に海中から回収された。
ランドン・エベレット・カール
オアンネス協会のメンバー。古代の海底寺院から回収した卵を使い儀式を行い意識を失う。エイブ・サピエンの肉体の素となった人物だが、その思想や価値観などは彼にあまり引き継がれなかった。
ジュディス・ハワード
ラングドンの妻。夫が行方不明になってから一月後に精神を病み海に身を投げた。2人が暮らした海辺の荒れ果てた家に霊としてとどまっていた。
妖精王
トゥアタ・デ・ダナン(ディナ・シー)の最後の純血の継承者だったダグザとマブの2人の王。女王マブは特にアリスを気にかけていた。ニムエとの戦いの最中に妖精の裏切りなどによりその黄金の血は全て流れ出してしまった。
ジョージ・ウォッシュブルック
祖先がビクトリア女王を呪い殺そうとしエドワードに阻止されて以来、必ず不幸に見舞われる家柄に産まれた男性。自分は例外と証明するため戦争に参加するが身体の10箇所以上を撃たれ瀕死になる。しかし女性が現れ金の杯の中身を飲み生き残った。アリスによって年老いた彼の手にエクスカリバーが届けられ、蘇った騎士を率い1日だけのブリテンの王として龍神の軍団と戦った。

### 敵対者
龍神オグドル・ヤハド
天に封じられた七匹の暗黒竜。精霊が最初に作った生命。369匹のオグドル・ヘムを生み出し、精霊達に戦いを挑むも封じられ深淵に投げ込まれた。牢獄の中で復活の時を待ちながら繊細な神経の持ち主達に干渉し続けている。
龍神を作った精霊は仲間に八つ裂きにされたが右腕だけが残り、それこそがヘルボーイの右腕だと言われている。
グリゴリ・ラスプーチン
暗殺された後に竜神の声を聴きその復活を実現するべくナチスを使って、暗躍する魔導師でヘルボーイを召喚した人物。
幼少の頃に出会ったバーバ・ヤガをおばば様とよび、魂の半分を預ける親しい間柄だった。ヘルボーイとの戦いで爪の先ほどの骨を残し消えてしまうが、その骨はバーバ・ヤガが回収し木の実のペンダントへとしまっていた。しかしバーバ・ヤガが追い詰められその力にすがろうとした時、それを良しとしない彼女の召使いにより木の実ごと地底の炎へと投げ込まれてしまった。
イルザ・ハウプシュタイン
ナチスの冷酷な女性将校。サイバネティクスの権威。
吸血鬼のウラジミール・ジュレスクとは互いに思い合う仲であり、この事が魔女ヘカテが去るきっかけになった。
カール・ルプレクト・クロエネン
常にガスマスク姿の長身痩躯のナチスの将校であり生命研究の科学者。黙示録軍団と呼ぶ機械化ゾンビを製作していた。
1930年にシャクティの力を利用した際の事故が原因で現在の姿になった。
元インド警察のサンドゥーとは何度も対立した。
研究者としての活躍が主だが、戦いになると生み出した怪物や部下を率いて銃火器を使って戦う。
レオポルド・クルツ
小柄で怒りっぽいナチスの将校。イルザ、カールと共にラグナロク実現のために行動する。機械に強く、パワードスーツ等を製作している。
ロデリック・ジンコ
巨大ハイテク機器メーカーのオーナー。ラスプーチンの導きにより、クロエネン達と接触し、ラグナロク計画のサポートを行っていた。
ヘルマン・フォン・クレンプト
ナチスの科学者。サイバネティクスの専門家。改造類人猿クリークアフェを製造し、自らの手足として使う。重傷を負った自身の体をもサイバネティクス改造し、ガラス瓶に首が入った状態で生存している。
バーバヤガ
臼に乗り飛び、鳥足の小屋に住むロシア民話の魔女。ヘルボーイに撃たれた片目から彼女の本質が流れたため世界の裏側へと消えてしまった。ドラゴンとの戦いでは片目を代償にヘルボーイに手を貸した。
ヘカテ
地上で最も偉大な魔女であり魔女たちの王。ヘルボーイを終末における自らの伴侶と予言し、何度も接触してきた。ハイパーボリアの知識を盗み出し、民に広めたため王トトに呪われ下半身が蛇の姿になり陽の光に当たることが出来なくなった。
ヘルボーイとの戦いで肉体を失い過去に大量の血を吸ったバートリー夫人の鋼鉄の処女に入ったイルザの遺体を利用し鉄の身体で蘇った。しかしイルザとジュレスクの関係を利用され審判の時まで墓所に眠ることになった。
不死身のコシチェイ
ロシア民話に登場する不死身の男。自身の死を報酬にバーバ・ヤガと取り引きをし、ヘルボーイを倒すため戦いを挑んだ。
ニムエ
湖の乙女。マーリンの力と知識を授るが龍神の声を聴き狂気にとらわれた。彼女を恐れた魔女たちの手で毒殺され、肉体を分けて木箱に詰め様々な場所と種族によって封じられていたが、グルアガッハらが木箱を近隣住民の血で満たし蘇らせた。
龍神の憑依先となりドラゴンの姿となった彼女はヘルボーイや一夜限りの王となり聖剣を携えたジョージ率いる騎士達の霊と戦った。自らが殺した魔女達に地獄へと引きずりこまれる寸前にヘルボーイの心臓をえぐりだし道連れにした。
ラフリーンのグルアガッハ
100年子どもの生まれない一族のためアリスをさらい一族に加えようとしたが、ヘルボーイとの戦いに敗北し巨人グロムの肉体へ囚われた妖精。
ヘルボーイへの復讐と同族達が人間に怯えず戦う事を望んでいる。
本来は王に仕える変身術を得意とし巨人を20人倒すほどの戦士だった。
しかし人間の娘と恋に落ち過ごす間に事故が起きこの世から消えてしまった。
長い時間さまよいながらこの世へ戻る間に彼はその力の大半を失うことになった。
アゼザル
ヘルボーイの父である地獄の公爵。ヘルボーイの他に1人の娘と2人の息子がいる。生まれたばかりのヘルボーイの腕を切り落とし破滅の右手とすげ替えた。彼の野望に気づいた地獄の貴族達により破壊の天使が送られ彼の地位を剥奪し氷の中へ捕らえるがヘルボーイは送り出された後だった。
アスタロト
地獄の大公の1人でヘルボーイの叔父。
度々ヘルボーイたちに干渉し、ニムエ復活の際には近隣住民の血を集めグルアガッハへ手渡すなど様々な場面で暗躍する。
バーバラ
ロシアのSpecial Sciences Service(SSS)の元局長で悪魔Yomayelの宿主である愛らしい少女。ブルッテンホルム教授を気に入っていた。龍神と戦わせるためパンデモニウムから観測者達を解き放った。
ライムント・ディーステル(ブラックフレイム)
初代ブラックフレイム。バンコクでガイドとして生活していたが、調査局に協力しとある儀式の現場に居合わせた事で黒い炎を宿してしまう。ロブスター・ジョンソンとの対決中に妻が事故で死に、そのショックから一時的に無力化し拘束されていた。後に解放されスレッジハンマーに倒された。現在遺体はジンコ社が所有している。
ブラックフレイム(ランディス・ホープ)
ジンコ社のCEOである男性で2代目ブラックフレイム。ロジャーを焼き殺した。過去のブラックフレイムに似せた黒い炎に包まれた髑髏と黒い鎧のようなスーツに身を包みカエルの怪物たちを操ろうとしたが、利用され地下へと引きずり込まれた。後に2000年代のブラックフレイムのホストとして蘇るがリズにより燃やされてしまう。
3代目ブラックフレイム
クロエネンとレオポルドによって龍神の檻からランディスの魂。ブラックフレイムとして呼び戻し調査局から得た特別な身体を使い復活させた。生前の記憶は持っているようだがその精神などは大きく変化しているようで、あまり人間味が無い。オグドル・ヘムらを率いてリズやスレッジハンマーに入ったヨハンと戦った。
蛙人間/カエルの怪物
オグドル・ヘムの力によって変異した人間。人類最後の種と言われる。人間と怪物の姿を使い分け様々な場所に潜む。舌で触れられると激痛とまだらの斑点が浮かぶ。
グスタフ・ストローブル
死霊術を得意とする黒魔術の権威であり『魔術と悪魔学・魔女、魔術師、魔女集会の実践的手引き』の著者。この本を読んだ人によって様々な事件や事故が起きた。
一度死に地獄で責められていたが取り引きをし地上へと舞い戻った。蘇った彼はエイブに興味を持ち、驚くべき変化をして彼と戦った。
マーティン・ギルフリード(メムナン・サー)
元は19世紀の大英博物館の学芸員。パンヤをはじめオカルトに興味を示し、一時はグスタフに師事していた。アガルタでハイパーボリアや龍神について学び、調べていたがその地の住人とは意見が合わなかった。リズをヴリルの化身と考え、度々接触しては恐ろしいビジョンを見せた。
オグドル・ヘム
オグドル・ヤハドが生み出した369匹の魔物。世界中のあらゆる場所に封じられている。
サデュ・ヘム
極北の神殿ゴリニウムで眠っていたオグドル・ヘムの一匹。
覇王蛆
ナチスのラグナロク計画の一つとして、永い年月をかけて宇宙の彼方から呼び寄せられたオグドル・ヘムの一匹。
ウルゴ・ヘム
エピソード「孤島」でヘルボーイを襲った巨大蛆。オグドル・ヘムの一匹。
クリークアフェ
ナチスの科学者ヘルマン・クレンプトが製造した改造類人猿の総称。体中にボルトが付いたゴリラの姿をしており、9号はブルータスと呼ばれていた。

### クロスオーバーしたキャラクター
バットマン
ゴッサム・シティで活躍するクライムファイター。ナチス系秘密結社によるヘンリー・ナイト博士誘拐事件を追って、ヘルボーイと共闘する。
スターマン（7代目）
コズミックパワーを引き出す杖を手に戦う破天荒なヒーロー。誘拐された父であり初代スターマンのヘンリー・ナイトを救出するため、ヘルボーイと共に南米へ赴く。

## 年表r
| 西暦        | エピソード名                   | できごと                                                                                 |
| ----------- | ------------------------------ | ---------------------------------------------------------------------------------------- |
| 紀元前      | Hellboy他                      | 観察者によるオグドル・ヤハドの創造、封印。『右手』を崇拝するハイパーボリアの繁栄と崩壊。 |
| 1850-60年代 | B.R.P.D.                       | パンヤの復活。"エイブ・サピエン"の誕生。                                                 |
| 1880年代    | Witchfinderシリーズ            | エドワード卿の活躍。                                                                     |
| 1930年代    | Lobster Johnsonシリーズ        | ロブスター・ジョンソンの活躍。                                                           |
| 1944年      | Hellboy Seed of Destruction    | ヘルボーイが召喚される(12月23日)。/B.P.R.D設立                                           |
| 1959年      | Hellboy Corpse                 | 5月 アリス、グリアガッハの登場。                                                         |
| 1964年      | Hellboy The Baba Yaga          | 3月 ヘルボーイがバーバ・ヤガの目を撃ち抜く。                                             |
| 1974年      | B.P.R.D Hollow Earthなど       | リズ・シャーマンの保護。                                                                 |
| 1979年      | Abe Sapien versus Scienceなど  | 3月 エイブ・サピエンの発見と保護。                                                       |
| 1994年      | Hellboy Seed of Destruction    | 5月 ブルッテンホルム教授の死(9日)。ラスプーチン、サデュ・ヘムとの対決。                  |
| 1997年      | Hellboy Wake the Devil         | 3月 女神ヘカテとの初遭遇。                                                               |
| 2001年      | Hellboy Conqueror Worm         | ヘルボーイが調査局を辞める。                                                             |
| 2002年      | B.P.R.D. Hollow Earth          | ヨハン・クラウスがメンバーに加わる。                                                     |
| 2004年      | B.P.R.D. the Dead              | ベンジャミン・ダイミョーがメンバーに加わる。                                             |
| 2006年      | B.P.R.D. The Black Flame       | ホムンクルス・ロジャーの死。                                                             |
| 2009年      | Hellboy The Wild hunt          | 2月 アリスとの再会と恋。                                                                 |
| 2011年      | B.P.R.D. Hell on Earth～       | エイブ・サピエンの変化の開始。                                                           |
| 2011年      | Hellboy the Storm and The Fury | 8月 ニムエ、『ドラゴン』との対決。                                                       |
| 2012年      | Hellboy In Hell                | 地獄へ。                                                                                 |

## コミック

### HELLBOYシリーズ
| 巻数 | タイトル                      | 翻訳                                                   | *      |
| ---- | ----------------------------- | ------------------------------------------------------ | ------ |
| 1    | Seed of Destruction           | 『破滅の種子』/『ヘルボーイ・壱』                      | 長編   |
| 2    | Wake the Devil                | 『魔神覚醒』/『ヘルボーイ・壱』                        | 長編   |
| 3    | The Chained Coffin and Others | 『チェインド・コフィン 縛られた棺』/『ヘルボーイ・弐』 | 短編集 |
| 4    | The Right Hand of Doom        | 『滅びの右手』/『ヘルボーイ・弐』                      | 短編集 |
| 5    | Conqueror Worm                | 『妖蛆召喚』                                           | 長編   |
| 6    | Strange Places（長編第二部）  | 『人外魔境』                                           | 長編   |
| 7    | The Troll Witch and Others    | 『プラハの吸血鬼』                                     | 短編集 |
| 8    | Darkness Calls                | 『闇が呼ぶ』                                           | 長編   |
| 9    | The Wild Hunt                 | 『百鬼夜行』                                           | 長編   |
| 10   | The Crooked Man and Others    | 『捻じくれた男』                                       | 短編集 |
| 11   | The Bride of Hell and Others  | 『地獄の花嫁』                                         | 短編集 |
| 12   | The Storm and the Fury        | 『疾風怒濤』                                           | 長編   |

### HELLBOY in HELL
| 巻数 | タイトル       | 翻訳                                         | *    |
| ---- | -------------- | -------------------------------------------- | ---- |
| 1    | The Descent    | 『ヘルボーイ・イン・ヘル：死出三途』         | 長編 |
| 2    | The Death Card | 『ヘルボーイ・イン・ヘル：誰が為に鐘は鳴る』 | 長編 |

### B.R.P.D.シリーズ
| 巻数 | タイトル                           | 翻訳 |
| ---- | ---------------------------------- | ---- |
| 1    | Hollow Earth & Other Stories       | なし |
| 2    | The Soul of Venice & Other Stories | なし |
| 3    | Plague of Frogs                    | なし |
| 4    | The Dead                           | なし |
| 5    | The Black Flame                    | なし |
| 6    | The Universal Machine              | なし |
| 7    | Garden of Souls                    | なし |
| 8    | Killing Ground                     | なし |
| 9    | 1946                               | なし |
| 10   | The Warning                        | なし |
| 11   | The Black Goddess                  | なし |
| 12   | War on Frogs                       | なし |
| 13   | 1947                               | なし |
| 14   | King of Fear                       | なし |
| -    | Being Human                        | なし |
| -    | 1948                               | なし |
| (1)  | Vampire                            | なし |

### B.R.P.D. Hell on Earthシリーズ
| 巻数 | タイトル                             | 翻訳 |
| ---- | ------------------------------------ | ---- |
| 1    | New World                            | なし |
| 2    | Gods and Monsters                    | なし |
| 3    | Russia                               | なし |
| 4    | The Devil's Engine & The Long Death  | なし |
| 5    | The Pickens County Horror and Others | なし |
| 6    | The Return of the Master             | なし |
| 7    | A Cold Day in Hell                   | なし |
| 8    | Lake of Fire                         | なし |
| 9    | The Reign of the Black Flame         | なし |
| 10   | The Devil's Wings                    | なし |
| 11   | Flesh and Stone                      | なし |
| 12   | Metamorphosis                        | なし |
| 13   | End of Days                          | なし |

### Abe Sapienシリーズ
| 巻数 | タイトル                                  | 翻訳 |
| ---- | ----------------------------------------- | ---- |
| 1    | The Drowning                              | なし |
| 2    | The Devil Does Not Jest and Other Stories | なし |
| 3(1) | Dark and Terrible and The New Race of Man | なし |
| 4(2) | The Shape of Things to Come               | なし |
| 5    | Sacred Places                             | なし |
| 6    | A Darkness So Great                       | なし |
| 7    | The Secret Fire                           | なし |

### その他
- Hellboy and the B.R.P.D.シリーズ
- Lobster Johnsonシリーズ
- Sir Edward Grey, Witchfinderシリーズ
- Sledgehammerシリーズ
- Frankenstein Undergroundシリーズ

### 日本語訳
- ヘルボーイ：チェインド・コフィン 縛られた棺 ISBN 978-4796840453
- ヘルボーイ：破滅の種子 ISBN 978-4-7968-4046-0
- ヘルボーイ：魔神覚醒 ISBN 978-4-7968-4049-1
- ヘルボーイ：滅びの右手 ISBN 978-4796841061
- ヘルボーイ：妖蛆召喚 ISBN 978-4861760143
- ヘルボーイ：人外魔境 ISBN 978-4861762994
- ヘルボーイ：プラハの吸血鬼 ISBN 978-4861765384
- ヘルボーイ：闇が呼ぶ ISBN 978-4861765933
- ヘルボーイ：百鬼夜行 ISBN 978-4861767678
- ヘルボーイ：疾風怒濤 ISBN 978-4864910989
- ヘルボーイ：捻じくれた男 ISBN 978-4864912501
- ヘルボーイ：地獄の花嫁 ISBN 978-4-86491-322-5
- ヘルボーイ・イン・ヘル：死出三途 ISBN 978-4864913645
- ヘルボーイ・イン・ヘル：誰が為に鐘は鳴る ISBN 978-4864914130
- スターマン・バットマン・ヘルボーイ（クロスオーバー作品） ISBN 978-4796840477

## 小説
- ニューヨークの妖精 （ナンシー・A・コリンズ著、堺三保訳、『S-Fマガジン 』2004年8月号）
- ヘルボーイ:the novel （イヴォンヌ・ナヴァロ著、藤田真利子・江崎リエ訳、ジャイブ、2004年10月）

## メディア化作品

### 実写映画
| 年   | 題名                                                        | 監督                 | ヘルボーイを演じた役者 |
| ---- | ----------------------------------------------------------- | -------------------- | ---------------------- |
| 2004 | ヘルボーイ Hellboy                                          | ギレルモ・デル・トロ | ロン・パールマン       |
| 2008 | ヘルボーイ/ゴールデン・アーミー Hellboy II: The Golden Army | ギレルモ・デル・トロ | ロン・パールマン       |
| 2019 | ヘルボーイ Hellboy                                          | ニール・マーシャル   | デヴィッド・ハーバー   |
| 2024 | ヘルボーイ/ザ・クルキッドマン Hellboy: The Crooked Man      | ブライアン・テイラー | ジャック・ケシー       |

### アニメ映画
| 年   | 題名                                                                | 監督                                      | ヘルボーイの声優を務めた役者 |
| ---- | ------------------------------------------------------------------- | ----------------------------------------- | ---------------------------- |
| 2005 | ヘルボーイ:ブラッド&アイアン Hellboy Animated: Blood and Iron       | ヴィクター・クック タッド・ストーンズ     | ロン・パールマン             |
| 2006 | ヘルボーイ:ソード・オブ・ストーム Hellboy Animated: Sword of Storms | フィル・ワインスタイン タッド・ストーンズ | ロン・パールマン             |

### ゲーム
- Hellboy: Dogs of the Night（2000年）
- Hellboy: The Science of Evil（2008年）
- Brawlhalla（2017年）
- インジャスティス2（2017年）